# Какшиват
Какшиват, или Какшиван , — ведийский мифический мудрец и поэт; поклонник Ашвинов, которые наделили его мудростью.
Царь Сваная, восхищённый его мудростью, одарил его, дав ему в жёны десять своих дочерей. В благодарность Какшиват сложил один из ведийских гимнов, в котором воспел щедрость своего тестя.
Какшивату приписываются и некоторые другие гимны Ригведы.